# Гора (Какањ)
Гора је насељено мјесто у Босни и Херцеговини у Општини Какањ које административно припада Федерацији Босне и Херцеговине. Према попису становништва из 1991. у насељу је живјело 501 становника.

## Становништво
| Националност       | 1991.        | 1981.        | 1971.        |
| Муслимани          | 284 (56,68%) | 327 (59,45%) | 375 (63,02%) |
| Хрвати             | 196 (39,12%) | 219 (39,81%) | 220 (36,97%) |
| Срби               | 0            | 0            | 0            |
| Југословени        | 16 (3,19%)   | 3 (0,54%)    | 0            |
| остали и непознато | 5 (0,99%)    | 1 (0,18%)    | 0            |
| Укупно             | 501          | 550          | 595          |